# Panza (Forio)
Panza ist ein Ortsteil (Fraktion) der italienischen Gemeinde Forio auf der Insel Ischia in der Metropolitanstadt Neapel.

## Geografie
Der Ort liegt im Süden der Gemeinde und im Südwesten der Insel, etwa 5 km von Forio entfernt. Er nimmt etwa die Hälfte der Gemeindefläche ein. 

## Geschichte
Die ersten Siedlungen stammen aus der Jungsteinzeit, wie Funde von Obsidianinstrumenten belegen.

## Trivia
Panza erlangte eine gewisse Bekanntheit durch die Hündin Nicoletta, die zehn Jahre lang auf ihr totes Herrchen wartete. Nicoletta gehörte einem Deutschen namens Alfred, der in Panza lebte. Seit er im Jahr 2009 starb, lebte die Hündin auf dem Friedhof, auf dem er begraben war. Die Bewohner des Ortes versorgten sie und bauten ihr dort eine Hundehütte. Nicoletta verbrachte jeden Tag viele Stunden an Alfreds Grab. 2019, im Alter von 14 Jahren, erkrankte sie an einem Tumor und musste eingeschläfert werden. Viele italienische Zeitungen berichteten über die Geschichte.